# Copa do Mundo de Críquete de 1987
A Copa do Mundo de Críquete de 1987 foi a segunda edição do torneio e foi realizada na Índia e no Paquistão.

## Países Participantes
| África     | Américas            | Ásia                            | Europa       | Oceania                     |
| ---------- | ------------------- | ------------------------------- | ------------ | --------------------------- |
| - Zimbabwe | - Índias Ocidentais | - Índia - Paquistão - Sri Lanka | - Inglaterra | - Austrália - Nova Zelândia |

## Resultados

### Grupo A
| Time          | J | V | E | D | PLC  | Pts |
| ------------- | - | - | - | - | ---- | --- |
| Índia         | 6 | 5 | 0 | 1 | 5.41 | 20  |
| Austrália     | 6 | 5 | 0 | 1 | 5.19 | 20  |
| Nova Zelândia | 6 | 2 | 0 | 4 | 4.89 | 8   |
| Zimbabwe      | 6 | 0 | 0 | 6 | 3.76 | 0   |

### Grupo B
| Time              | J | V | E | D | PLC  | Pts |
| ----------------- | - | - | - | - | ---- | --- |
| Paquistão         | 6 | 5 | 0 | 1 | 5.01 | 20  |
| Inglaterra        | 6 | 4 | 0 | 2 | 5.14 | 16  |
| Índias Ocidentais | 6 | 3 | 0 | 3 | 5.16 | 12  |
| Sri Lanka         | 6 | 0 | 0 | 6 | 4.04 | 0   |

### Fase Final
|  | Semifinal                         | Semifinal  |       |  | Final                          | Final |  |
|  |                                   |            |       |  |                                |       |  |
|  | 4 de Novembro – Lahore, Paquistão |            |       |  |                                |       |  |
|  | Austrália                         | 267/6      |       |  |                                |       |  |
|  | Paquistão                         | 249        |       |  |                                |       |  |
|  |                                   |            |       |  |                                |       |  |
|  |                                   |            |       |  | 8 de Novembro – Calcutá, Índia |       |  |
|  |                                   |            |       |  | Austrália                      | 253/5 |  |
|  |                                   | Inglaterra | 246/8 |  |                                |       |  |
|  |                                   |            |       |  |                                |       |  |
|  |                                   |            |       |  |                                |       |  |
|  |                                   |            |       |  |                                |       |  |
|  | 5 de Novembro – Bombaim, Índia    |            |       |  |                                |       |  |
|  | Inglaterra                        | 254/6      |       |  |                                |       |  |
|  | Índia                             | 219        |       |  |                                |       |  |